# Joan Riudavets
Joan Riudavets Moll (15 de dezembro de 1889 – 5 de março de 2004) foi um supercentenário espanhol que, no momento da sua morte, acreditava ser a pessoa mais velha verificada da história da Espanha. No entanto, pesquisas subseqüentes pelo International Database on Longevity revelaram que havia duas mulheres que eram mais velhas do que Riudavets no momento da morte. Ele se tornou a pessoa viva mais velha da Europa após a morte da italiana Maria Teresa Fumarola Ligorio em 14 de maio de 2003, e o homem vivo mais velho do mundo após a morte do japonês Yukichi Chuganji em 28 de setembro de 2003.

## Biografia

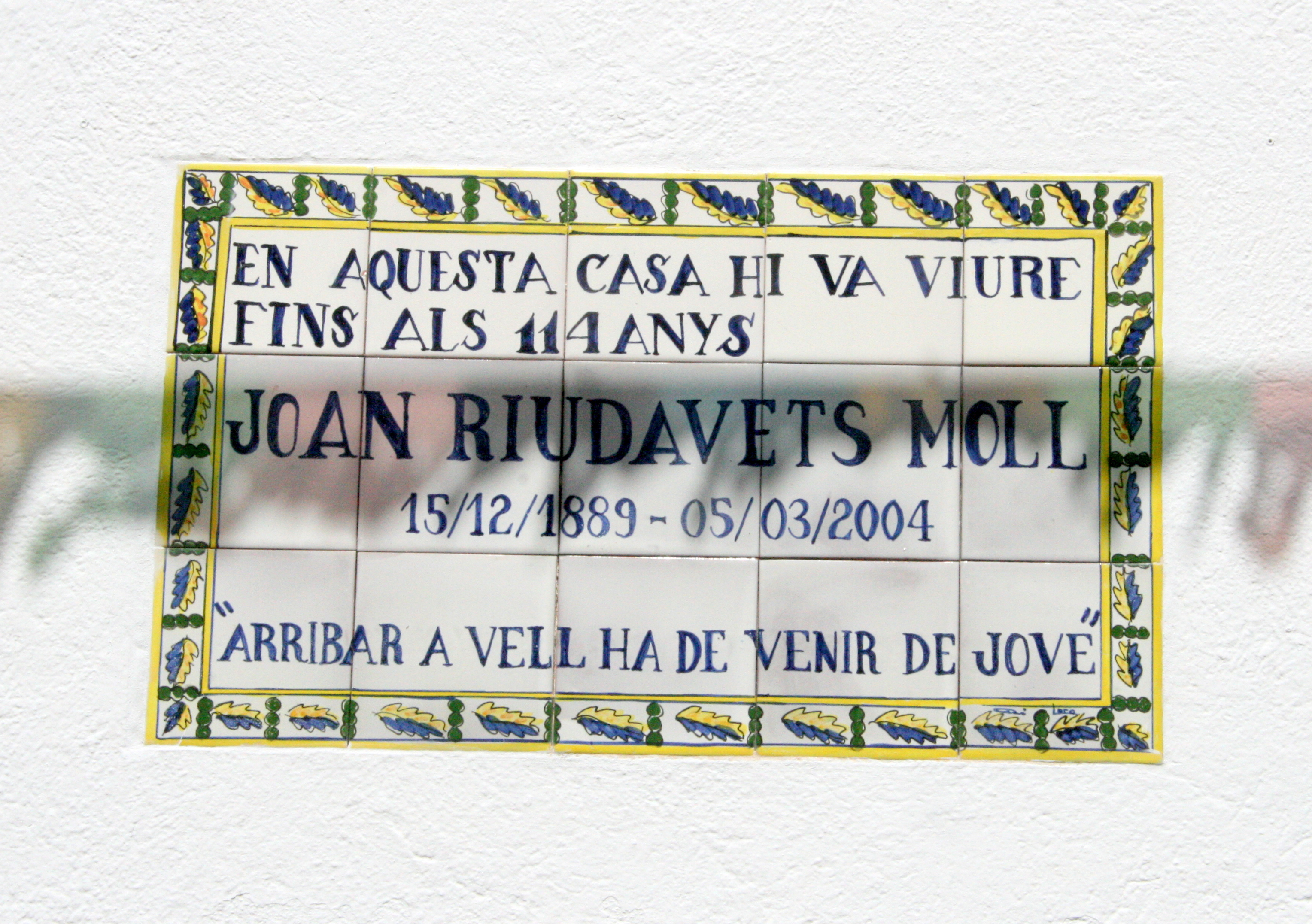
Placa afixada à residência em que viveu Joan

Joan Riudavets nasceu em Es Migjorn Gran, Minorca, e morou lá por toda a vida.  Sua mãe, Catalina Moll Mercadés, morreu aos 25 anos antes do final de dezembro de 1889. A esposa de Riudavets, com quem ele se casou em 1917, nasceu em 1889 e morreu por volta de 1979. Ele trabalhou como um sapateiro até se aposentar em 1954, e foi um antigo conselheiro da aldeia de Es Migjorn Gran. Joan morreu em 5 de março de 2004 em Menorca aos 114 anos e 81 dias depois de ter frio durante alguns dias, sem estar seriamente doente. No entanto, devido à sua idade extraordinária, ele não conseguiu se recuperar de uma doença menor. Riudavets foi sobrevivido por dois meio-irmãos mais novos: Pere Riudavets, que morreu em 2006 aos 105 anos e Josep Riudavets, que morreu em 2009 aos 102 anos. Após sua morte, Fred H. Hale, Sr. tornou-se o homem vivo mais velho do mundo.